# Pacyfikacja Świekatowa
Pacyfikacja Świekatowa – zbrodnia wojenna popełniona przez żołnierzy niemieckiego Wehrmachtu 3 września 1939 roku, w czasie II wojny światowej, we wsi Świekatowo w Borach Tucholskich.
2 września 1939 roku w okolicach Świekatowa doszło do zaciekłych walk między wojskami polskimi a niemieckimi. Następnego dnia niezidentyfikowany oddział Wehrmachtu częściowo spalił wieś. W kilku egzekucjach zamordowano 22 mężczyzn.

## Przebieg

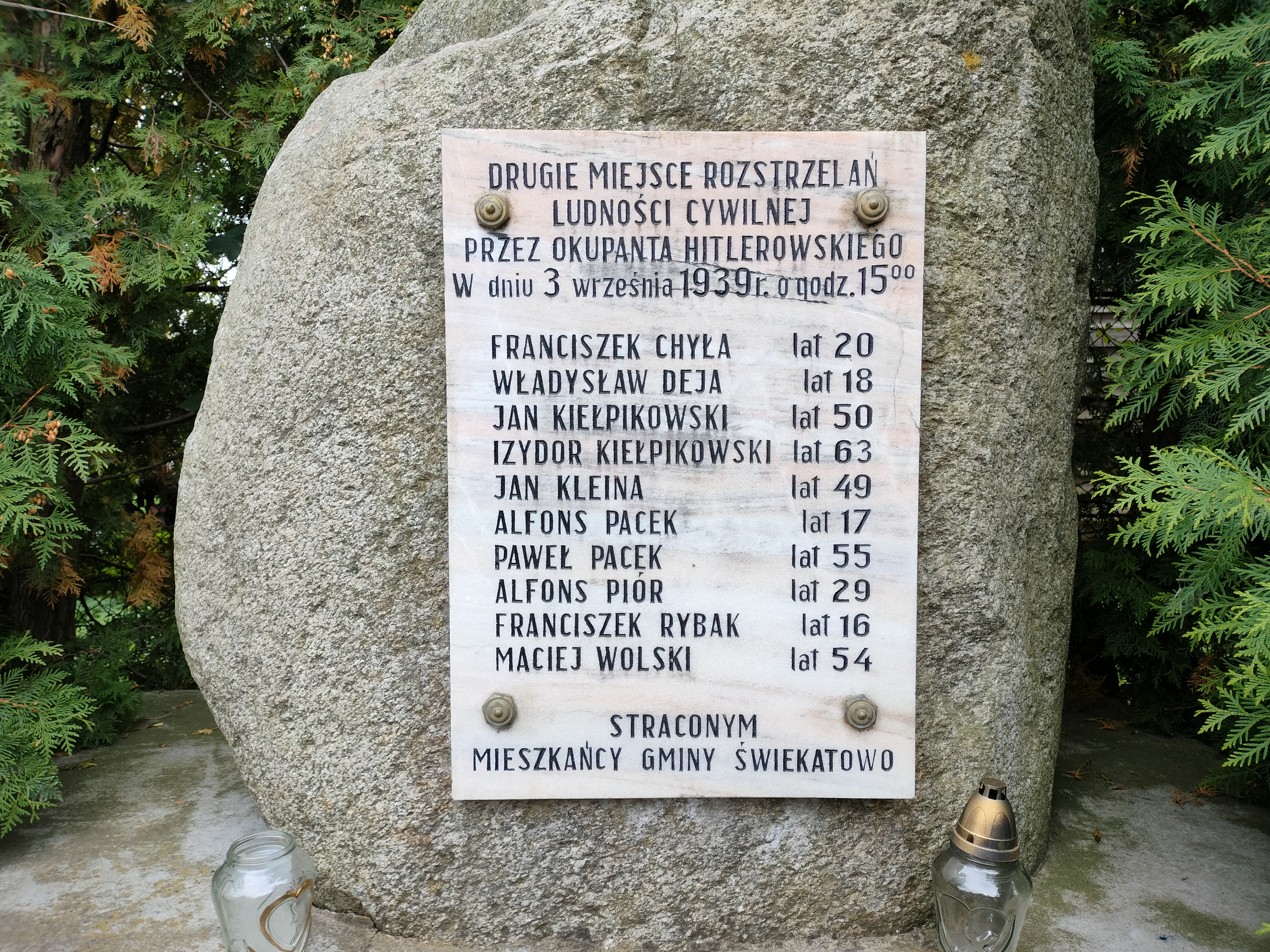
Tablica upamiętniająca drugie miejsce egzekucji w Świekatowie

Pierwsze niemieckie oddziały dotarły do Świekatowa już wieczorem 1 września 1939 roku. Następnego dnia w okolicach wsi rozegrała się bitwa między oddziałami niemieckiej 3 DPanc. a polską 27 DP. Polacy ponieśli w niej ciężkie straty.
3 września do Świekatowa wkroczył niezidentyfikowany oddział piechoty Wehrmachtu. Niemieccy żołnierze zaczęli podpalać zabudowania. Ukrywającą się ludność wyprowadzono z domów i piwnic, do niektórych pomieszczeń wrzucano granaty. Zatrzymanych mężczyzn podzielono na kilka grup, po czym rozstrzelano na oczach żon i dzieci. Egzekucje miały miejsce w czterech punktach na terenie wsi: przy domu Romana Malacha, przy zabudowaniach Katarzyny Pokorskiej, przy domu Stefana Nowickiego i obok domu Alfonsa Pióra.
Siedem osób w różnych okolicznościach przeżyło egzekucję. Ponadto, według niektórych relacji, tego dnia nad brzegiem pobliskiego jeziora zgromadzono około 100 Polaków z zamiarem ich rozstrzelania. Egzekucja jakoby nie doszła do skutku dzięki interwencji niemieckiego oficera.
Podczas pacyfikacji zostało zamordowanych 22 mężczyzn, przy czym wszyscy zostali zidentyfikowani z nazwiska. Wśród ofiar było 17 mieszkańców Świekatowa. Kolejne trzy ofiary pochodziły z Suchej, jedna z Janiej Góry, a jedna z Zalesia Królewskiego. Starsze polskie źródła szacowały liczbę ofiar na 26 osób.
Zwłoki ofiar pochowano na miejscowym cmentarzu parafialnym.
Przyczyna, dla której Niemcy dokonali mordu na mieszkańcach Świekatowa, nie jest znana. Niektórzy mieszkańcy wsi byli przekonani, że przypisano im winę za kilka strzałów, które padły od strony miejscowego przystanku kolejowego. W rzeczywistości miał je oddać niemiecki oddział, który nie zdawał sobie sprawy, że Świekatowo zostało już zajęte przez inną jednostkę. Izabela Mazanowska zwraca natomiast uwagę, że 3 września w pobliżu Świekatowa polscy żołnierze zastrzelili dwóch Niemców.